# Mezz Mezzrow
Milton Mesirov (Chicago, 9 novembre 1899 – Parigi, 5 agosto 1972) è stato un clarinettista, sassofonista e direttore d'orchestra statunitense.

## Biografia
Figlio di immigrati ebrei Russi, cresce nella Chicago di inizio secolo.
Commette reati e finisce al riformatorio di Pontiac nella cui banda inizia a suonare e ad appassionarsi alla musica e alla cultura nera. 
Nella seconda metà degli anni dieci tantissimi musicisti, soprattutto da New Orleans, si trasferiscono a Chicago dove Mezzrow può ascoltarli e studiarne la musica. 
Inizia a frequentare i musicisti bianchi, da Bix Beiderbecke ai giovani della “Austin Gang” che stanno mettendo a punto il cosiddetto “Chicago Style, una delle prime interpretazioni “bianche” del Jazz. Ad una delle sedute dell'orchestra, secondo un'importante discografia, partecipa anche Mezzrow, sia pure nell'insolito ruolo di cembalista. Tra il 6 e il 28 aprile del 28 partecipa, al sax tenore, a quattro sedute discografice considerate dei capisaldi della scuola chicagoana.
Alla fine degli anni venti il centro del Jazz si sposta a New York e i musicisti più importanti, tra i quali Armstrong, Oliver, Morton vi si trasferiscono. Anche i giovani della “Austin Gang” , capitanati da Eddie Condon arrivano ad Harlem. Mezzrow resiste per un po' a Chicago, ma subito dopo li segue. È il periodo della grande crisi economica ed è difficilissimo trovare lavoro. Uno dei pochi che riesce a trovare ingaggi, sia pure annacquando il suo Jazz, è il cornettista Red Nichols, col quale, anche non apprezzandone particolarmente la musica, Mezzrow collabora sporadicamente.
Il 28 settembre 1928, negli studi della Oken di New York, il gruppo di Eddie Condon, con, tra gli altri, Jack Teagarden sta incidendo due brani. Il clarinetto sordo e legnoso di Mezzrow è in buona evidenza in “Makin Friend”. Pochi mesi dopo, Eddie Condon organizza una delle prime sedute d'incisione razzialmente miste: Il solista principale è ancora Jack Teagarden. Gli afroamericani sono: Leonard Davis alla tromba, Happy Caldwell al sax tenore e George Stafford alla batteria. Milton Mezzrov è al sax tenore in do, per cui è difficile capire se L'assolo, enfatico e arrancante in “I'm Gonna Stop, Mr Herry Lee”, sia suo o di Caldwell.
Nel Marzo del 1929 va a Parigi, Suona all'Ermitage Muscovite, conosce Hugues Panassié a cui da alcune lezioni di sassofono, oltre che di “estetica jazzistica”, se è vero che le idee espresse nel suo “Le Jazz Hot” del 1934 riflettono quelle sostenute da Mezzrow.
All'inizio degli anni trenta, ad Harlem, soprattutto nei circoli del jazz, è conosciuto come un importante venditore di marijuana, sostanza che, anche se non ancora illegale, era mal vista dai benpensanti, ma molto apprezzata dai Jazzisti. 
Nel suo libro di memorie “Ecco I Blues” racconta anche di aver fatto il direttore musicale per Louis Armstrong. Certo è che nelle discografie di Armstrong, alla data dell'8 dicembre 1932, c'è una seduta d'incisione per la Victor, dove compare anche Milt Mezzrow, che in un brano suona…la campana.
Le discografie indicano che, il 10 ottobre 1933, nel gruppo “”The Chocolate Dandies”, capitanato da Benny Carter,in uno dei quattro brani registrati quel giorno ,”Krazy Kepers”, Mezzrow siede alla batteria al posto di Sid Catlett.
Nonostante la crisi, il 6 novembre 1933 riesce a organizzare una seduta suo nome per la casa Brunswick con, tra gli altri, Benny Carter, Max Kaminsky e il giovanissimo Teddy Wilson. Vengono incisi quattro brani, di cui due arrangiati da Mezzrow, “Dissonance” e “Swingin With Mezz” e due da Carter, “Free Love” e “Love You re not The One For Me”, tutti inquadrabili stilisticamente nella “scuola di Harlem”. 
Pochi mesi dopo, il 7 maggio del 1934 incide ancora quattro brani circondandosi di grandi musicisti: Benny Carter,Bud Freeman, Max Kaminsky e la sezione ritmica composta da, “ Willie the Lion” Smith, John Kirby e Chick Webb. Notevole soprattutto “Apologies”che contiene un buon assolo del Leader e può essere considerato uno dei primi esempi di “revival”, essendo basato su “Dipper Mouth Blues” di Armstrong e Oliver.
Il 28 settembre dello stesso anno partecipa come ospite a una registrazione di Fats Waller. Suona brevi assolo in ogni brano, ed espone, svisandolo, il tema di “Serenade For A Wealthy Widov”. 
Circa due anni dopo, il 12 marzo 1936 è di nuovo in sala d'incisione. I risultati non sono eccezionali , ma la scelta dei musicisti è, come sempre soprafina: Frank Newton, Bud Freeman, Willie “The Lion” Smith e altri.
Secondo affidabili discografie il clarinettista è presente in tre eccellenti titoli del piccolo gruppo (da studio) di Lionel Hampton : Buzzin' 'round with the bee, Whoa babe, Stompology(14-4-1937). A farla da padrone sono, oltre al leader, il “classico” Johnny Hodges al sax alto, L'altro Ellingtoniano Laurence Brown al trombone: Mezzrow, nei sommari arrangiamenti non è udibile.
Il 14 giugno 1937 incide ancora quattro brani arrangiati da Larry Clinton, Edgar Sampson e dallo stesso Mezzrow, inquadrabili nel filone dello “swing”. 
Alla fine del 1937, il critico francese Hugues Panassie va in Usa per registrare il “vero jazz”. Il suo consulente musicale è Milton Mezzrow. Bechet è fuori città, così viene chiamato Sidney de Paris ad affiancare Tommy Ladnier. Quest'ultimo è stilisticamente discendente di King Oliver, e, come il suo maestro, non è mai riuscito ad adattarsi allo “swing” commerciale. Al Piano c'è James P. Johnson, alla batteria Zutty Singleton. Vengono incise quattro facciate di 78 giri che danno l'avvio a quello che si manifesterà più tardi come New Orleans revival. 
Nella seduta successiva, il 21 novembre 1938 le cose vanno ancora meglio. Questa volta c'è Bechet e si registrano quattro tracce, a nome di Tonny Ladnier. Lui e Bechet sono particolarmente ispirati soprattutto in “Really The Blues”,una riuscita composizione di Mezzrow, solennemente esposta dal trombettista in stile “talkin trumpet” alla King Oliver.Scrive Bruno Schiozzi :”Bechet innerva un molto ispirato duetto con Mezzrow. Poi è la volta di un superbo Ladnier, cui fa seguito un Bechet più categorico e svettante del consueto(la presenza di Mezzrow evidentemente lo stimolava).”
Il 19 novembre 1938 il “Mezzrow-Ladnier Quintet”, senza pianoforte, registra cinque brani di buona fattura, in cui i due solisti principali si esprimono al loro meglio. Sempre questo gruppo, con James P. Johnson al piano, il 1º febbraio , accompagna in studio la cantante Rosetta Crawford. Questa è l'ultima registrazione di Tommy Ladnier, che morirà, a casa di Mezzrow, quattro mesi dopo.
Dopo un periodo di reclusione, il 15 marzo del 1944 ,Mezzrow è in sala d'incisione con il pianista Art Hodes (di origine Russa anche lui)e il batterista Danny Alvin, la formula è quella del trio clarino-piano-batteria, rilanciata da Benny Goodman, ma presente nel jazz fin dai primordi. Ancora in trio, ma a nome del batterista George Wettlin e con il pianista Gene Schroeder, quattro brani vengono registrati il 1º luglio del 1944.
Negli ultimi di Luglio inizia quella che può essere definita la serie aurea del clarinettista, il quale nel frattempo ha anche creato una sua casa discografica: King Jazz . In poco più di tre anni verranno incisi più di quaranta brani. Bechet è sempre in primo piano e Mezzrow accetta di buon grado una posizione da gregario, che comunque gli permette di contribuire al tessuto polifonico complessivo. Si parte il 30 luglio 1945, con( oltre a Bechet, Pops Foster , Sid Catlett e altri) il trombettista Oran”Hot Lips” Page con quattro titoli incisi. Il giorno successivo altri sei brani vengono registrati. Il 29 e 30 agosto 1945, sempre a nome Mezzrow-Bechet Quintet vengono prodotti altri nove titoli.
Nel 1946 non ci sono registrazioni a suo nome,ma pubblica, in collaborazione con lo scrittore Bernard Wolf la sua fortunata biografia “Ecco I Blues”. Il 1947 è stato il suo anno artisticamente più produttivo. Tra il 18 settembre e il 22 dicembre vengono incisi 24 titoli. 
Nel 1948 partecipa al festival di Nizza e suona al Vieux Colombier con l'orchestra di Claude Luter.
Dal 1951 si stabilisce a Parigi dove, dopo un triennio rientra in sala d'incisione. Il forte trombettista di New Orleans Lee Collins e Zutty Singleton sono i solisti di spicco. Vengono immortalati altri due blues lenti e un assolo del batterista. Per il 5 febbraio 1952 è prevista la registrazione dal vivo alla Salle Pleyel. Ci sono sempre Singleton e Collins, e si sente l'entusiasmo del pubblico nei sette brani pubblicati. Notevole il lungo, lamentoso e stridente assolo di Mezzrow in “Sweet Georgia Brown”.
Circa un anno dopo è alla testa di un gruppo d'impostazione mainstream, con, tra gli altri, Buck Clayton alla tromba, Gene Cedric il sassofonista di Fats Waller al tenore, e Kansas Field batterista di concezione moderna. Il primo Marzo del 1953, al "Théâtre des Champs-Elysées", si svolgono addirittura due concerti. Del primo, il pomeridiano ci restano 22 brani. Nel concerto serale i brani registrati sono 21. Il giorno dopo si replica e altri sei titoli vengono registrati.
Il 21 novembre 1954 “Salle Pleyel” il clarinettista è in buona forma . Alla tromba c'è di nuovo Lee Collins ma l'atmosfera non è affatto passatista, e come al solito, Mezzrow lascia molto spazio agli altri solisti.
Mezzrow ha continuato a suonare anche quando il jazz tradizionale era passato di moda. È morto in povertà.